# 1899-es olasz labdarúgó-bajnokság (első osztály)
Az 1899-es olasz labdarúgó-bajnokság volt a második nemzeti labdarúgó-bajnokság Olaszországban. A bajnokságot a címvédő Genoa nyerte.

## Selejtező
A bajnokságban öt csapat indult, két városból: két genovai és három torinói egyesület. A selejtezőkben a legerősebbnek vélt torinói csapatot, az Internazionale Torino kiemelték, és a két városi rivális párosításának győztesével játszott a döntőbe jutásért, ahol a genovai városi derbi győztesével találkozott.
| 1899. április 2. | Ginnastica Torino | 2 – 0 | FBC Torinese | Campo Piazza d’Armi, Torino |

## Elődöntők
| 1899. március 27. | Genoa | 2 – 0 | FBC Liguria | Campo Ponte Carrega, Genova |

| 1899. április 9. | Internazionale Torino | 2 – 0 | Ginnastica Torino | Campo Piazza d’Armi, Torino |

## Döntő
| 1899. április 16. | Genoa | 3 – 1 | Internazionale Torino | Campo Ponte Carrega, Genova |

| Az 1899-es olasz labdarúgó-bajnokság bajnoka: |
| --------------------------------------------- |
| Genoa CFC 2. cím                              |